# Hannibal
Hannibal Barkas byl kartaginský generál, stratég a taktik. Žil v období převratných změn ve středomořském světě, během nichž získali Římané převahu nad takovými mocnostmi, jakými byly Kartágo, Makedonie, Syrakusy a seleukovská říše.
Jednalo se o bezesporu nejproslulejšího vojáka v dějinách Kartága. Jedním z jeho nejslavnějších činů byl pochod jeho armády (včetně válečných slonů) z Ibérie, přes Pyreneje, jižní Galii a Alpy až na sever Apeninského poloostrova v době na počátku druhé punské války. Po vpádu na Apeninský poloostrov rozdrtil několik římských armád v sérii bitev, z nichž nejvýznamnější jsou jeho vítězství u Trasimenského jezera a u Kann. Na stranu Hannibala poté přešlo druhé největší italské město, Capua, spolu s většinou jižní Itálie. Přímého útoku na udatně bráněný Řím se však neodvážil, patrně kvůli chybějícím obléhacím strojům a nedostatečnému zásobování.
Dalších více než deset let pokračoval ve válce v Itálii, přičemž neprohrál jediné větší střetnutí, nicméně nebyl schopen dosáhnout vítězného završení konfliktu. Římské legie se zatím vzpamatovaly z utrpěných porážek a jejich vylodění v severní Africe přimělo Hannibala k návratu do Kartága. Zde nakonec podlehl římskému generálovi Scipionu Africanovi v bitvě u Zamy. Několik let po porážce ve druhé punské válce byl svými politickými soupeři v Kartágu přinucen k odchodu do vyhnanství. Jistý čas pobýval na dvoře seleukovského krále Antiocha III., jemuž sloužil jako vojenský poradce během války proti Římanům. Po Antiochově porážce se po různých peripetiích ocitl v Bithýnii. Jelikož mu ale hrozilo, že bude zajat Římany, spáchal zde v roce 183 př. n. l. sebevraždu.
Vesměs bývá hodnocen jako jeden z největších vojenských géniů všech dob. Americký vojenský historik Theodore Ayrault Dodge jej oprávněně nazval „otcem strategie“. Dokonce i Římané, jeho osudoví nepřátelé, přijali řadu jím uplatňovaných taktických prvků. To mu zajistilo výjimečnou reputaci v moderním světě a i takoví vojáci, jako byl Napoleon Bonaparte či vévoda z Wellingtonu, neváhali Hannibala označit za „geniálního stratéga“. Jeho dramatický život se stal námětem mnoha filmů a dokumentů.

## Život

### Historické pozadí a mládí v Hispánii
Hannibal, jehož jméno lze přeložit jako „přízeň Baala“ či „milost Baala“, se narodil v roce 247 př. n. l. Jeho matka pocházela z Ibérie. Jeho otec Hamilkar Barkas byl velitelem punských vojsk na Sicílii během první punské války. Po porážce v tomto konfliktu se znechucený Hamilkar uchýlil na své statky v Africe spolu se svými syny Hannibalem, mladším Hasdrubalem a nejmladším Magonem. Kromě nich měl zřejmě ještě dvě sestry, které měly na rozdíl od svých bratrů strávit větší část života v Kartágu. On sám jakož i všichni jeho sourozenci byli vzděláváni spartským učitelem a filozofem jménem Sosylos. Ovládal tudíž nejméně dvě řeči: punštinu a řečtinu. Později jako velitel různorodého žoldnéřského vojska se ale podle všeho dokázal dorozumět i v jiných jazycích. V této době Kartágo naléhavě potřebovalo služeb jeho otce, neboť v Africe propukla vzpoura žoldnéřů, kterým kartaginský senát odmítl vyplatit dlužnou odměnu. K povstání se připojily také domorodé kmeny, přičemž Hamilkarův úhlavní nepřítel, Hanno Veliký, byl vzbouřenci těžce poražen. Tento kartaginský politik se měl v budoucnu stát odhodlaným Hannibalovým protivníkem. I přes převahu žoldnéřů dokázal Hamilkar nakonec vzbouřence krvavě rozdrtit.
Římané zatím využili slabosti Kartáginců a obsadili ostrovy Sardinii a Korsiku, což ještě více podlomilo válkou vyčerpané Kartágo, které navíc muselo platit Římanům vysoké válečné reparace. Kartágo tedy nutně potřebovalo získat nové kolonie, jejichž nabytí by vykompenzovalo ztráty středomořských ostrovů. V roce 237 př. n. l. proto Hamilkar vytáhl do Ibérie (Pyrenejský poloostrov), aby tuto rozlehlou a bohatou zemi podrobil kartaginské vládě. Předtím než tak učinil, navštívil prý se svými syny Baalův chrám v Kartágu a jak tvrdí Livius, nechal je zde odpřisáhnout věčnou nenávist vůči Římanům. Hannibalův slib měl údajně znít: „Přísahám, že jakmile mi to věk dovolí… ohněm a železem určím osud Říma.“ Otcova vlastní zášť k Římanům tak přešla na syna. Tato událost je ale zřejmě pouhý mýtus, rozšířený římskými dějepisci. Ve věku devíti let opustil Hannibal a jeho bratři Afriku, kterou měl znovu spatřit až za dalších třicet let.
Hamilkar se v Hispánii osvědčil stejně jako dříve na Sicílii jako výtečný organizátor a velitel a v několika málo letech si podmanil iberské a keltiberské kmeny. Příjmy z nových držav Hamilkar odesílal do Kartága, které jimi splácelo reparace Římanům. Hannibal a jeho bratři doprovázeli otce na jeho taženích proti Iberům a pravděpodobně byli přítomni, když se jejich otec v roce 228 př. n. l. během jednoho z nich utopil v jedné dravé řece. Po Hamilkarově smrti převzal velení v Ibérii Hasdrubal zvaný „Sličný“, jenž byl Hamilkarovým zetěm. Ten se ukázal být důstojným Hamilkarovým nástupcem. V dalších letech rozšířil kartaginskou moc na poloostrově až k řece Ebro a založil město Carthago Nova (dnešní Cartagena), načež zde vznikla skutečná „říše Barkovců“. Hannibal se tehdy vyznamenal v obtížných bojích proti iberským kmenům jako Hasdrubalův velitel jízdy. Římané zneklidnění kartaginskou expanzí vyslali do Nového Kartága delegaci, která v roce 226 př. n. l. uzavřela s Hasdrubalem smlouvu, v níž byla řeka Ebro stanovena jako hranice mezi kartaginskou a římskou sférou zájmu v Hispánii. Tato smlouva je všeobecně pokládána za Hasdrubalův významný diplomatický úspěch, neboť mu v podstatě dala volnou ruku při dobývání bohatého Iberského poloostrova. Někteří historici ovšem tvrdí, že Římané tímto krokem obratně zamezili spojenectví mezi Kartáginci a Galy, kteří v oněch letech ohrožovali Římany. Společnému vpádu obou těchto národů by se Římané mohli jen těžko ubránit. Hasdrubal pokračoval ve své prozíravé vládě v Hispánii až do roku 221 př. n. l., kdy byl zavražděn jedním iberským otrokem, jehož motivy zůstaly utajeny.
Podle Livia bylo nyní kartaginské ozbrojené moci v Hispánii nad slunce jasné, kdo se má stát novým velitelem: měl jím být teprve pětadvacetiletý Hannibal. Politická opozice v Kartágu, jejímž vůdcem byl přirozeně Hanno Veliký, proti tomu ovšem protestovala. Hanno se obával údajné snahy Barkovců po dosažení absolutní vlády. S podporou politických spojenců v Kartágu byl však Hannibal potvrzen ve své hodnosti. Poté, co se chopil velení, Hannibal během dvou let završil dobytí Hispánie. V jedné bitvě při řece Tajo přitom prvně porazil početně silnějšího soupeře. Římané, hrozící se rostoucí Kartágincovy síly, uzavřeli alianci s městem Saguntum, které leželo jižně od Ebra a prohlásili je za svůj protektorát. Hannibal chápal tento čin jako porušení dohody a nehledě na římské protesty sevřel město obležením. Když v roce 219 př. n. l. Saguntum po osmi měsících padlo a veškeré jeho obyvatelstvo bylo zmasakrováno, zareagoval římský senát požadavkem na Hannibalovo vydání. Vláda v Kartágu to však odmítla a v roce 218 př. n. l. tak vypuklo mezi oběma městy otevřené nepřátelství.

### Druhá punská válka

#### Překročení Alp

Hannibalův postup během druhé punské války

Na jaře roku 218 př. n. l. Hannibal vyrazil z Nového Kartága v doprovodu mocného vojska – přibližně 100 000 mužů ho následovalo směrem na sever. Po překročení Ebra odeslal 40 000 mužů pod velením svého bratra Hasdrubala zpět do Hispánie, která měla být bráněna před očekávaným římským útokem. Rovněž do Kartága vyslal část svých vojáků. Po zdolání Pyrenejí dorazil Hannibal do Galie, kde se proti němu postavili místní Keltové. Hannibalovi se je ale podařilo přesvědčit, aby mu dovolili v míru projít jejich územím. Zde propustil 7000 méně spolehlivých žoldnéřů a takže v tomto okamžiku disponoval armádou asi 40 000 pěšáků a 10 000 jezdců, spolu se 37 válečnými slony. Jak bylo u Kartáginců obvyklé, skládalo se i Hannibalovo vojsko převážně ze žoldnéřů. Pěchotě dominovali Iberové, Libyjci a baleárští prakovníci. Lehká kavalerie sestávala z asi 4000 Numidů, nejlepších jezdců a patrně nejzdatnějších bojovníků celé druhé punské války. Jejich velitel Maharbal náležel k nejbližším přátelům a nejschopnějším Hannibalovým podřízeným. Jemu a jeho jízdě vděčil Hannibal za většinu svých vítězství. Zbytek jezdectva tvořili Iberové. Vojsko bylo podporováno válečnými slony, kteří však měli především nepříznivý psychologický účinek na morálku nepřítele. Svých největších úspěchů navíc Hannibal dosáhl bez jejich pomoci, protože do té doby už všichni pomřeli.
V jižní Galii Hannibal upustil od dobývání Římu nakloněné, řecké kolonie Massalie (dnešní Marseille). Bez povšimnutí obešel i proti němu vyslané vojsko konzula Publia Cornelia Scipiona, otce slavného Scipiona Africana, který zanechal pronásledování Hannibala po jeho překvapivém přechodu přes řeku Rhônu. Zde ale Hannibal narazil na první větší překážku. Na druhé straně stojící keltský kmen mu bránil v přebrodění, avšak díky nočnímu jízdnímu manévru si Punové uvolnili cestu. Scipio zatím odplul i s římským vojskem do Předalpské Galie (dnešní severní Itálie), kde hodlal zničit zbytky kartaginského vojska, neboť nevěřil, že by se Hannibalovi mohlo podařit přejít Alpy s tak mocným vojskem a s těžkopádnými slony.

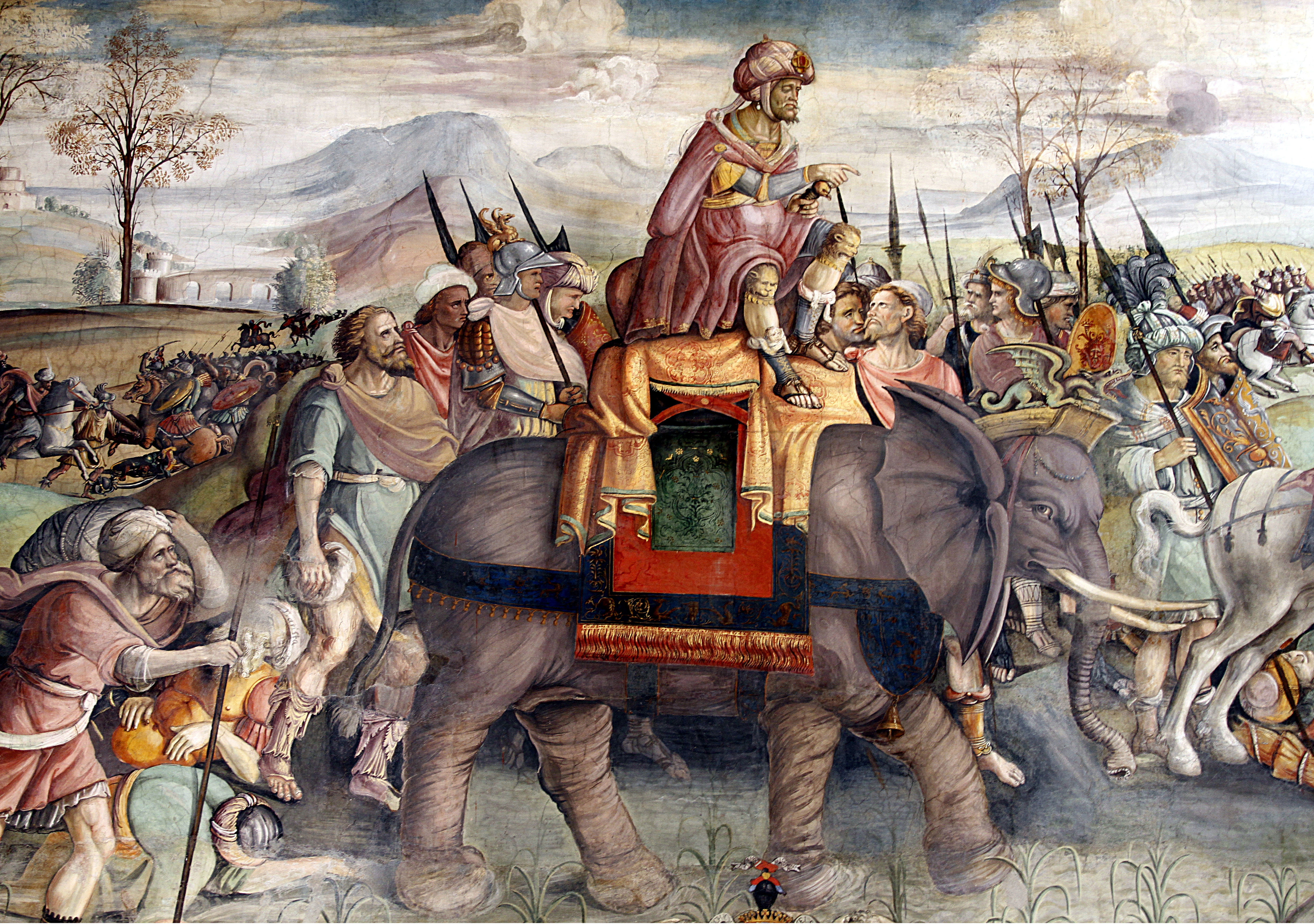
Freska Hannibala na válečném slonovi při přechodu Alp, Kapitolské muzeum, Řím

Trasa Hannibalova postupu přes Alpy zůstává dosud nevyřešenou záhadou. Většina moderních teorií předpokládá, že Hannibal postupoval údolím řeky Drôme a průsmykem Col de Montgenevre, případně že se vydal o něco severnější cestou podél řeky Isery a průsmykem Col du Mont Cenis. Ať tak nebo onak Hannibal překročil Alpy s početnou armádou, tvořenou vojáky z Ibérie a Afriky zcela nepřivyklými zdejšímu počasí, bez zajištěného zásobování a ještě k tomu na počátku zimy. Hannibalovo přejití Alp se tak zařadilo mezi nejpamětihodnější výkony vojenských sil v dobách starověku. Vozatajstvu, v němž spolu s vojáky cestovaly také jejich ženy a děti, dále hudebníci, herci a obchodníci, Hannibal přikázal vrátit se zpět do Hispánie. Také svoji ženu Imilke, s jejich synem, narozeným během obléhání Sagunta, poslal Hannibal do Kartága. O dalších osudech Hannibalovy rodiny není nic bližšího známo, ale nejspíše je Hannibal již nikdy více nespatřil. Kromě extrémních klimatických podmínek se museli Kartáginci v Alpách vypořádávat také s odporem keltských Allobrogů, kteří obsadili důležité horské průsmyky a zasypávali kartaginskou kolonu kameny, oštěpy a šípy. Teprve po několikadenních bojích byli Keltové odraženi. Po patnácti nekonečných dnech sestoupili Kartáginci koncem listopadu 218 př. n. l. poblíž dnešního Turína do údolí řeky Pádu. Hannibalův legendární přechod Alp si však vyžádal strašlivé ztráty v řadách jeho vojska. V důsledku lavin, hladu, mrazu, pádů do horských roklí, bojů s Kelty či jiných nesnází zemřelo při tomto podniku více než 20 000 mužů. Hannibal velel nyní 26 000 vojákům, z nichž 12 000 připadalo na africkou pěchotu, dále 6000 pěších Iberů a 8000 jezdců, kteří byli všichni k smrti unavení vražedným pochodem.

#### První úspěchy
Na Hannibala a jeho muže čekali v Předalpské Galii odpočatí a připravení římští legionáři pod velením konzula Scipiona. Hned na počátku boje byli římští oštěpaři (velites), rozmístění u řeky Ticina, přemoženi iberskou jízdou, jíž velel sám Hannibal. Nalomeným Římanům poté poslal do zad Maharbala s jeho Numidy, kteří udolali římskou jízdu. Při ústupu utrpěli Římané citelné ztráty. Scipio byl vážně zraněn a pouze odvážný zásah jeho stejnojmenného syna ho zachránil před jistou smrtí. Otřesení Římané se pak stáhli do tábora v Placentii (Piacenza) za řekou Trebií. Vítězstvím u Ticina započal největší Kartáginec své zcela jedinečné a triumfální tažení Itálií, v němž Římanům přivodil ještě tři další drtivé porážky. Kromě toho zde měl vybojovat řadu menších vítězných střetnutí a vést vojenské operace celých patnáct let, aniž by přitom byl poražen. Hannibal v této bitvě poprvé prokázal svoji taktickou obratnost, jíž měl brzy demonstrovat ještě působivějším způsobem. Porážka Římanů se stala signálem pro vzpouru části Galů a Ligurů, kteří se připojili k Hannibalovi a poskytli mu cenné pomocné jednotky.

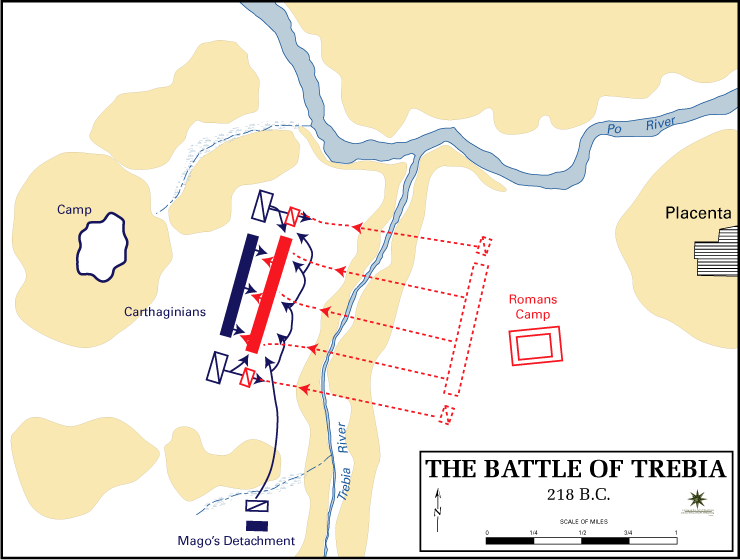
Bitva u Trebie

V Římě mezitím vzrůstaly obavy z mladého kartaginského opovážlivce, který se odvážil nemožného přechodu přes Alpy a nyní měl dostatek drzosti porazit legie na římské půdě. V téže době byl ze Sicílie povolán druhý konzul, Tiberius Sempronius Longus. Ten v prosinci 218 př. n. l. dorazil k Trebii, kde nalezl pokořené trosky Scipionových dříve pyšných legií. Horkokrevný Sempronius se navzdory Scipionovu varování rozhodl svést bitvu s Kartáginci, tábořícími na druhém břehu řeky. Stejně jako Scipio měl zřejmě i Sempronius dvě legie. V každé z nich sloužilo asi 4500 Římanů, které doplňovalo zhruba stejné množství italských nebo galských spojeneckých jednotek, k čemuž je třeba připočíst také jízdu. Sempronius sloučil své síly se Scipionovými, takže nyní disponoval více než 40 000 vojáky, zatímco Hannibal měl asi 38 000 mužů.
Hannibal však naprosto správně odhadl povahu svého nového soupeře. Numidské jízdě přikázal, aby se přiblížila k Semproniovu přednímu voji a zapojovala se do drobných šarvátek s nepřítelem, pokud by ale narazila na odpor, ať se okamžitě stáhne. Vyprovokovaný Sempronius ignoroval Scipionovo varování a ukvapeně nařídil útok. Římané se poté přebrodili přes ledově chladnou řeku na protější břeh, kde už na ně čekali jejich u ohňů zahřátí a tukem natření nepřátelé. Ve střední části linie zadržovali kartaginští, libyjští a iberští pěšáci nápor početnějších římských legionářů, zatímco silnější kartaginská jízda na křídlech zahnala na útěk římskou kavalerii, načež římské vojsko obklíčila. Hannibalův mladší bratr Magó se dle bratrova rozkazu ukryl s asi tisícem jezdců a tisícem pěšáků za svahem na břehu řeky, odkud pronikl do týlu mrznoucích Římanů. Ti se ve zmatku pokusili uniknout za řeku, mnozí z nich, pronásledovaní numidskými jezdci, však přišli o život. Porážka Římanů byla dokonalá: padlo přibližně 10 000 římských vojáků. Naproti tomu Kartáginci vykazovali jen velice nízké ztráty. Většina Galů v čele s Boji, v jejichž hlavním městě jménem Bononix (Bologna) Hannibal přezimoval, vstoupila do aliance s kartaginským vojevůdcem. Celá Předalpská Galie se tak ocitla v otevřeném, protiřímském povstání.

#### Bitva u Trasimenského jezera
Na jaře roku 217 př. n. l. se Hannibal rozhodl nalézt bezpečnou základnu pro své operace více na jihu. V Římě byli zatím zvoleni dva noví konzulové: Gnaeus Servilius Geminus a Gaius Flaminius Nepos, kteří měli za úkol zastavit stále hrozivější postup Kartáginců. Aby jim zabránili v invazi do Itálie, obsadili Římané všechny stezky a průsmyky přes Apeniny. Hannibalovi proto nezbyla jiná možnost, než podniknout přímý přechod přes toto italské pohoří. Po zdolání Apenin museli Kartáginci projít smrtícími bažinami v údolí řeky Arno. Hannibalovi muži se těmito močály brodili po čtyři dny a tři noci, přičemž zemřelo velké množství mužů a koní. Punové zde přišli rovněž o své zbývající slony, kteří přečkali pochod přes Alpy a vlhké a chladné zimní počasí Pádské nížiny. Přežil pouze Surus („Syřan“), jenž na svých zádech nesl Hannibala v čele punského vojska. Také Hannibal nezůstal ušetřen: v důsledku neléčené infekce a nedostatku spánku oslepl na levé oko. Po několika dnech strádání Kartáginci konečně dosáhli úrodných rovin Etrurie. Hannibal se nyní snažil vylákat silnější římské vojsko pod velením Flaminia ke svedení bitvy pleněním území, jež měl římský konzul chránit. Domníval se totiž, že Flaminius nebude jen tak nečinně přihlížet ničení země. I přes to však Flaminius pasivně vyčkával ve městě Arretium (Arezzo). Hannibal proto podnikl odvážný manévr podél levého křídla svého soka, čímž mu odřízl ústupové cesty k Římu. Za soumraku 23. června 217 př. n. l. pak umožnil Římanům, aby zpozorovali, jak jeho vojáci táboří na břehu Trasimenského jezera.

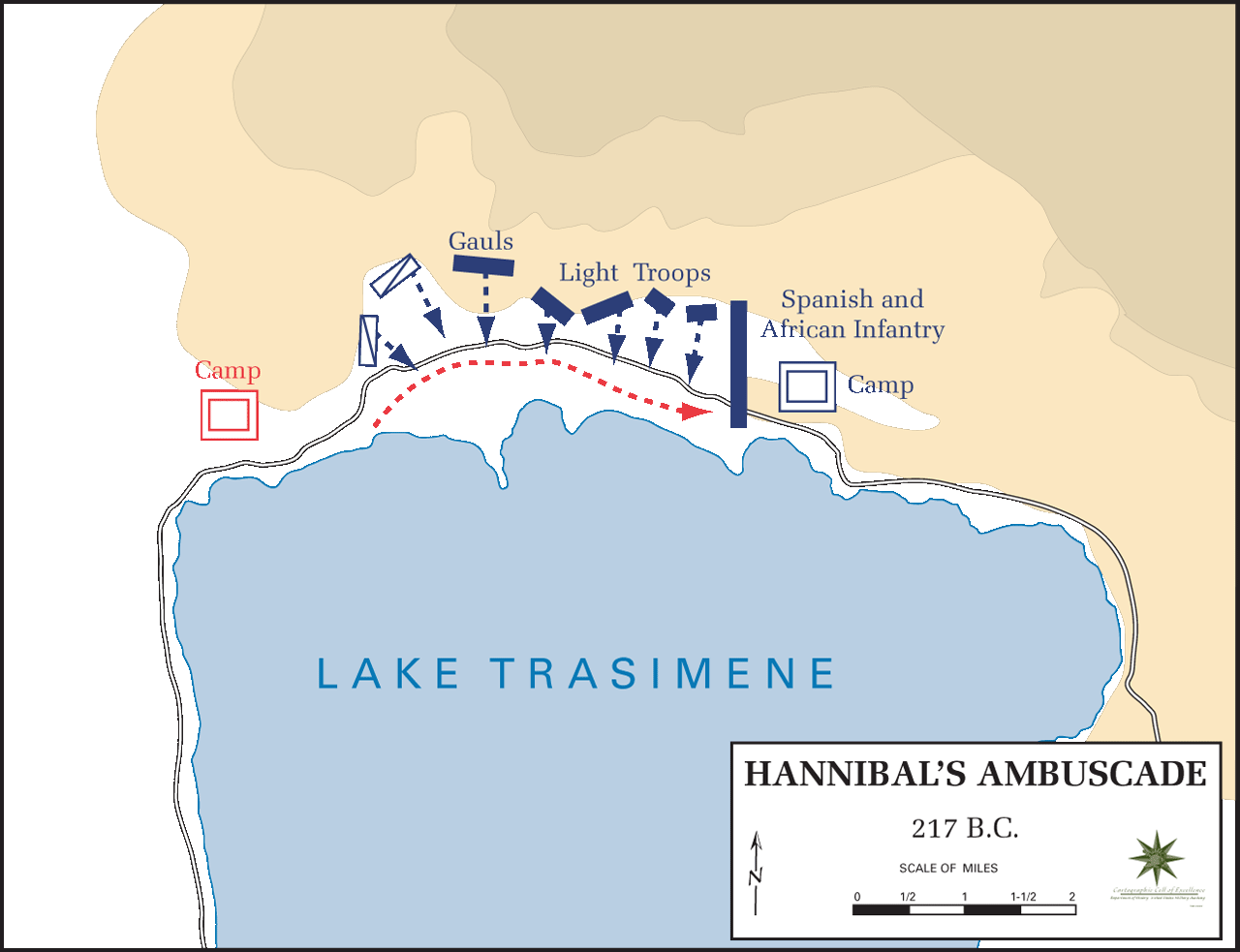
Bitva u Trasimenského jezera

V ranních přízemních mlhách následujícího dne zahájil Flaminius útok proti Kartágincům, neboť předpokládal, že dosud dlí u jezera. Když však Římané dorazili na místo, zjistili, že se tu nachází pouze menší část Hannibalových keltských spojenců. Mlha se mezitím rozptýlila a kartaginské vojsko se z okolních kopců vrhlo na Římany, kteří se tak ocitli v pasti. Zvláště baleárští prakovníci, metající z výšky kameny, jim působili těžké ztráty, zatímco iberští jezdci napadli zadní voj a zablokovali jádro Flaminiových sil. Tři hodiny prý trvala krvavá jatka Římanů. Obě armády byly údajně natolik ponořeny do vzájemného zabíjení, že si ani nevšimly silného zemětřesení, které se událo v tutéž dobu. Konzul Flaminius byl usmrcen po udatném boji náčelníkem galských Insubrů Ducariem. Římané poté ustoupili jediným možným směrem, kterým jim zbýval – do jezera. Ani zde však masakr neskončil, neboť Numidové pokračovali v zabíjení Římanů, jímž z vody čněla pouze hlava. Dodnes se jedna nedaleko ležící obec nazývá Sanguinetto („místo krve“), neboť voda blízké říčky Macerone prý ještě tři dny po bitvě byla zbarvená do ruda krví mrtvých Římanů, kterých v boji zahynulo kolem 15 000. S 10 000 zajatci naložil Hannibal stejně jako v předchozích případech. Římští vojáci upadli podle válečného práva do otroctví, Italové a Keltové byli ale nezranění propuštěni. Hannibal tím chtěl dát najevo, že „nepřišel bojovat proti Italům, nýbrž v zájmu Italů proti Římanům“. I přesto se většina italských spojenců Říma neodvážila otevřené změny stran.

#### Postup jižní Itálií
Zpráva o pohromě u Trasimena dorazila do Říma už den po bitvě, neboť město bylo od místa střetnutí vzdáleno jen 150 kilometrů. Mezi Římany se ihned rozšířilo zděšení, záhy ale měly přijít další neblahé zprávy. Velký oddíl jezdectva, který konzul Servilius vyslal na pomoc Flaminiovi, narazil na Maharbalovy Numidy. Výsledkem bylo 2000 mrtvých a 2000 zajatých. Tvrdohlaví Římané však ani po tomto nezdaru neuvažovali o vyjednávání. Hannibal disponoval v této chvíli dostatečným vojskem, s nímž by mohl postupovat na Řím. Uvážil však, že bez obléhacích zařízení má jen nepatrnou šanci město obsadit, a využil proto svého vítězství k pochodu do střední a jižní Itálie, kde hodlal roznítit všeobecné protiřímské povstání. Římané shromáždili všechny dostupné prostředky a vybavili nové vojsko, jehož velení bylo svěřeno takřka sedmdesátiletému senátorovi Quintu Fabiu Maximovi, jenž byl jmenován diktátorem. V rozporu s všeobecným očekáváním se však Fabius nehodlal utkat s nepřítelem a raději se přidržel opatrné a zdržovací taktiky „spálené země“. Obyvatelstvo bylo odvedeno do opevněných sídel a všechny usedlosti, osady a zásoby potravin byly vystaveny ohni, aby nepadly do Hannibalových rukou.
Fabius těsně následoval Hannibalovo drancující vojsko, avšak odmítal svést bitvu. Hannibal mezitím vyplenil Apulii, z níž vyrazil přes Samnium do Kampánie, jedné z nejbohatších a nejúrodnějších oblastí tehdejší Itálie. Jeho jízda podnikala ničivé nájezdy do okolí, čímž chtěl Hannibal obezřetného diktátora přimět k bitvě. K tomu mu měla dopomoci i skutečnost, že vypaloval všechny statky Římanů, pouze diktátorovy ušetřil. Fabiova politika byla i bez toho značně nepopulární a tak se diktátor odhodlal přejít ke konfrontaci. Hannibal, který se v Kampánii zdánlivě připravoval k přezimování, byl náhle obkličován Fabiovými vojáky. Aby se uvolnil ze vznikajícího riskantního sevření, uchýlil se prý Hannibal k legendární lsti, o níž však nelze s jistotou říci, zda byla skutečně uplatněna. Už krátce předtím svedl Hannibal menší římský oddíl do Apulie, kde byl pak zničen jeho jezdci. Římští legionáři volali po pomstě, nicméně Fabius, který byl později nazýván Cunctator („Váhavec“), stále ještě pochyboval, pročež byl Římany podezříván ze zbabělosti. Místo toho se spokojil s obsazením všech cest a okolních kopců a usiloval tím Hannibalovi znemožnit manévrování. Hannibal nechal prý proto v noci přivázat 2000 volům na rohy louče, které byly poté zapáleny. Zvířata pak byla vyhnána na nedaleko položený svah. Římané věřili, že na tomto místě má dojít k průlomu Kartáginců a obrátili se proti pahorku obsazenému voly. V nestřeženém okamžiku pak Hannibal pronikl uvolněným průsmykem a vyklouzl z obklíčení.
O kompetentnosti Cunctatora, kterého Hannibal takto zesměšnil, začali po této události pochybovat i samotní senátoři. Krátce nato byl odvážnější Marcus Minucius Rufus ustaven Fabiovým spoludiktátorem. Hannibal se posléze vypravil do Apulie a dobyl Gerunium. Všechny vzpurné občany nechal popravit, načež si zde zřídil zimní tábor. Fabius se odebral do Říma na konání obětních slavností, předtím ale důrazně varoval Rufa před jakýmkoli nepromyšleným útokem. Rufus se ovšem odmítl řídit Fabiovými instrukcemi a vyrazil ke Geruniu, kde byl však odražen. Jeho poražené vojsko mohlo děkovat za záchranu jen Fabiovu včasnému návratu. Sám Rufus vyjádřil svému staršímu kolegovi vděčnost jménem celého Říma.

#### Bitva u Kann

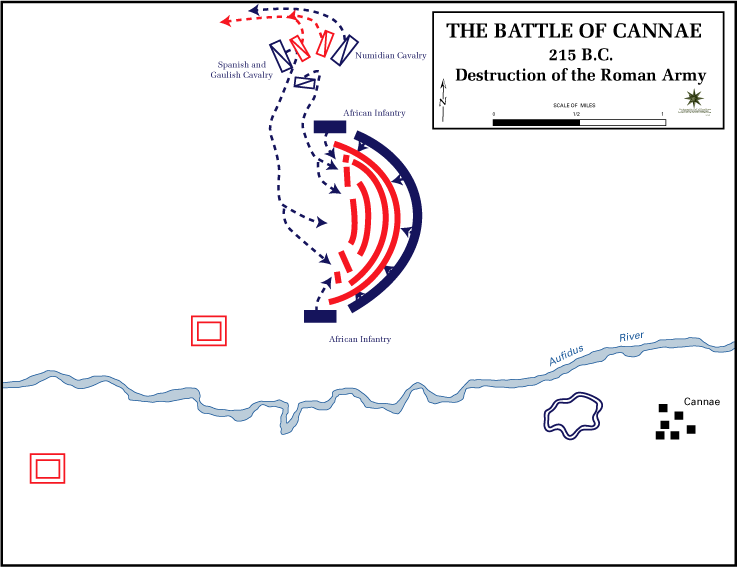
Obklíčení římského vojska v bitvě u Kann

V nadcházejícím roce Fabiovo funkční období skončilo. Jeho vcelku účinná strategie narážela na odpor širokých vrstev, které si přály energickou akci proti útočníkovi. V hlasování lidového shromáždění byli zvoleni noví konzulové Lucius Aemilius Paullus a populární Gaius Terentius Varro, kteří převzali vrchní velení nad celým vojskem, v jehož vedení se střídali obden. Především Varro vyzýval k rozhodnému střetu a k jeho záměru se zdráhavě přiklonil i Paullus. Oproti Fabiově zadržovací strategii usilovali nyní konzulové o zničení Hannibala v přímém boji. Římané doufali, že dosáhnou vítězství díky své prosté početní převaze a shromáždili tak vojsko vskutku impozantních rozměrů. Kartáginci zatím dobyli jihoitalskou osadu Kanny při řece Aufidus (Ofanto) nedaleko pobřeží Jaderského moře. Do tohoto místa vytáhlo rovněž římské vojsko, které se skládalo z osmi legií s celkem téměř 80 000 muži pěchoty a 6000 jezdci. Hannibalovi podléhalo jen něco přes 35 000 pěšáků, které však doprovázelo 10 000 jezdců. Hannibal spoléhal na Varronovu netrpělivost, která měla Římany zavléct do pasti. Po menší úvodní potyčce, v níž Punové přenechali vítězství Římanům, rozkázal nadmíru horlivý Varro v rozporu s Paullovým doporučením frontální útok. 2. srpna 216 př. n. l. se tak na březích Aufidu strhla jedna z nejslavnějších bitev světových dějin.
Ve středu obou linií byly proti sobě rozestaveny oddíly pěchoty. Jádro římského postavení tvořili legionáři, zatímco v centru kartaginské armády se nacházeli pouze galští a italští žoldnéři. Nejzdatnější Hannibalovi vojáci byli umístěni na poněkud stažených křídlech. Proti nim stály na straně Římanů pouze pomocné sbory spojenců. V úvodu bitvy u Kann se Římané vrhli s veškerou svou ozbrojenou mocí na Kartágince a zatlačili je zpět. Současně však Maharbal zaútočil v čele Numidů proti nepřátelskému jezdectvu a spolu s iberskou kavalerií na opačném křídle zahnal římskou a italskou jízdu koncentrovanou po obou stranách legionářů. Past kolem římské pěchoty se začala uzavírat. Hannibalovy jednotky, jejichž linie se při počátečním římském náporu prohnula směrem dozadu, v tomto okamžiku vytvořily kompaktní útvar ve tvaru půlměsíce, který nebezpečně sevřel římské vojsko. Vítězná kartaginská jízda poté vpadla Římanům do zad a spolu s pěchotou tak dokončila obklíčení kolem Římanů. Nastalo nepopsatelné krveprolití, na jehož konci bylo naprosté kartaginské vítězství.
Varronovi se spolu s několika jezdci podařilo uprchnout před pronásledujícími Numidy. Naopak Paullus a ostatní římští vojáci se statečně bili až do trpkého konce. Avšak předtím než se tak stalo museli legionáři ve středu obklíčeného vojska bezmocně přihlížet, jak jsou jejich spolubojovníci na okrajích bez milosti pobíjeni. V bitvě zahynulo asi 50 000 až 70 000 mužů, včetně konzula Paulla, dále oba jeho předchůdci, exdiktátor Rufus, 29 vojenských tribunů a kolem 80 senátorů. Hannibalovy ztráty činily asi 6000 mužů. Bitva u Kann vstoupila do dějin jako jedno z nejproslulejších a nejkrvavějších střetnutí světové historie. Vojenští historikové zůstávají dodnes fascinováni způsobem, jakým Hannibal dosáhl vítězství v této bitvě, ačkoli proti němu stálo největší vojsko, jaké proti němu kdy Římané postavili, které bylo takřka dvojnásobné oproti jeho vlastní armádě.

#### Strategický pat

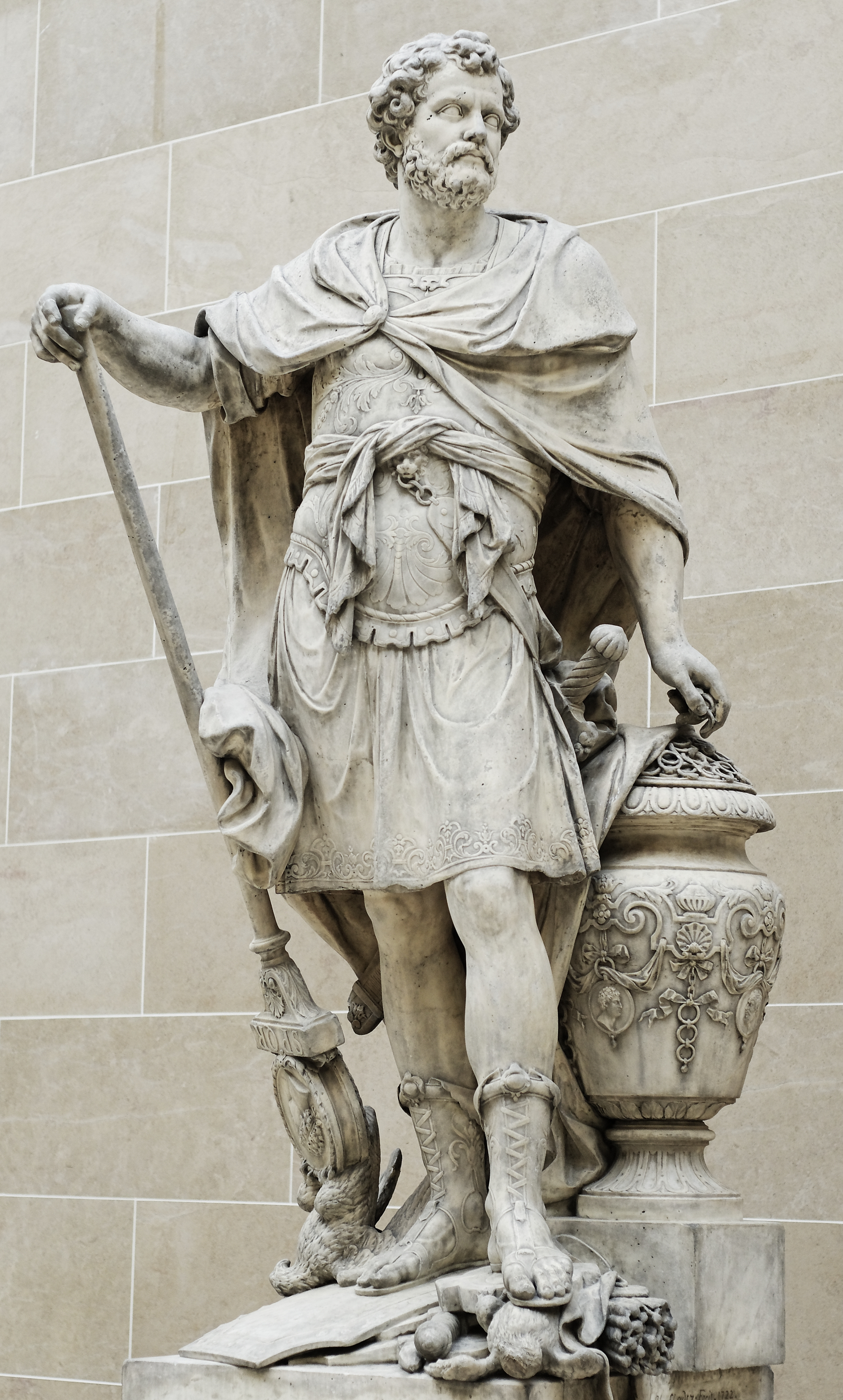
Hannibal s ukořistěnými prsteny římských patricijů padlých v bitvě u Kann, socha od Sébastiena Slodzta, Louvre

Hannibalovi podřízení, obzvláště Maharbal, žádali bezprostředně po bitvě, aby byl vydán rozkaz k tažení na Řím. Hannibal to však odmítl. Podle Livia měl dát Maharbal Hannibalovi najevo svoji nelibost slovy: „Bohové skutečně nedali jednomu člověku všechno! Vítězit, Hannibale, umíš, ale vítězství využít neumíš.“ Hannibal se očividně vyhnul rozhodnutí války, za což od starověkých letopisců a historiků sklidil posměch. Jeho jednání lze ale vysvětlit vojenskou nezbytností, neboť Hannibal zřejmě nebyl pošetilý a nenechal se svým drtivým úspěchem zaslepit. Jak je v současnosti všeobecně přijímáno, Hannibal opět prokázal svůj přehled a prozíravost. Přestože v bitvě u Kann utrpěl nesrovnatelně nižší ztráty než Římané, přesto byly zřejmě dosti citelné vzhledem k velikosti vlastního vojska. Jeho vojáci byli značně unavení a vyčerpaní, navíc zásobování v nepřátelské zemi bylo značně komplikované. K obléhání Říma bylo zapotřebí těžkých obléhacích strojů, které ale Hannibal neměl po ruce. Jeho vojsko čítající nyní sotva 40 000 mužů a postrádající obléhací zařízení by tedy jen stěží mohlo ovládnout půlmilionový Řím. Kartágincům se nicméně za celou dobu války pravděpodobně nenaskytla lepší příležitost ke zdolání svého nepřítele.
Mnoho italských kmenů a měst především na jihu přešlo po bitvě na stranu Hannibala. Řecký historik Polybios napsal: „O kolik vážnější byla porážka u Kann než ty, které jí předcházely, mohlo být patrné z chování římských spojenců. Před tímto osudným dnem zůstala jejich loajalita neotřesena, nyní začali kolísat, jelikož přestali věřit v moc Říma.“ V témže roce se proti Římanům vzbouřily řecké obce na Sicílii, zatímco makedonský král Filip V. slíbil Hannibalovi podporu, což vedlo k první makedonské válce. Hannibal si také zajistil spojenectví s novým vládcem Syrakus – králem Hierónem. Nicméně většina italských spojenců setrvala po boku Římanů. Hannibal obsadil kampánskou Capuu, druhé největší a nejbohatší město Itálie, nepříliš vzdálené od Říma. Zde poté strávil nadcházející zimu. V tomto okamžiku, třebaže se nacházel na vrcholu své moci, započal Hannibalův pozvolný, avšak tragický pád.
Po Kannách Římané upustili od snahy přemoci Hannibala v otevřené bitvě. Spoléhajíce na svoji převahu v lidských zdrojích a zásobování, přijali Fabiovu opotřebovávací strategii, která se zdála být jediným možným způsobem, jak přivodit Hannibalovu porážku. Důsledkem toho byla skutečnost, že Hannibal a Římané už po zbytek války nesvedli v Itálii žádnou další velkou bitvu. V Římě stiženém panikou byl jmenován nový diktátor. Velitelem italského vojska se stal Marcus Claudius Marcellus, přezdívaný „meč Říma“, který si počínal nanejvýš obratně a opakovaně odrazil Hannibala u Noly. Ten se musel nyní starat především o zajištění zásobování při vleklých a víceméně bezvýsledných vojenských operacích v jižní Itálii. Přesto i nadále dosahoval Hannibal mnoha skvělých vítězství. V roce 212 př. n. l. úplně zničil dvě římská vojska. O čtyři roky později padli v boji s Hannibalem oba tehdejší konzulové. Jeho postavení na jihu Apeninského poloostrova se však stávalo postupem doby stále obtížnějším a možnost úplné porážky Říma se ukazovala být čím dál tím více nedosažitelnější. Kartaginské vojsko bylo znepokojováno drobnými přepady několika menších vojsk, což mělo nepříznivý dopad na morálku a pozornost Hannibalových vojáků. Válka v Itálii se ocitla ve slepé uličce. Přímo symbolem Hannibalova nezdaru bylo spojenectví s Filipem V. Makedonským. Po vypuknutí první makedonské války se Římané spojili s aitólským spolkem, který několik let zdárně zadržoval Makedonce a ambice jejich krále.
V době kdy vítězství v Itálii bylo téměř na dosah, odeslalo Kartágo velký vojenský kontingent Hasdrubalovi k obraně Hispánie. Kvůli vázanosti kartaginských zdrojů tamějšími boji byla Hannibalovi po bitvě u Kann poskytnuta z Kartága jen zanedbatelná podpora. Magó, kterého Hannibal již dříve vyslal do Kartága zajistit pomoc, se vrátil do Itálie s pouhými 4000 muži. Lakomá kartaginská oligarchie, v níž nabyla vrchu mírová strana Hanna Velikého – starého nepřítele Barkovců, si cenila více bohaté iberské kolonie než svého dosud tak úspěšného generála v Itálii, na něhož ostatně silně žárlila. Hannibalovi vojáci padlí v boji byli proto nahrazováni hůře vycvičenými a méně odhodlanými italskými či galskými žoldnéři. Kartaginský senát navíc neprozřetelně štěpil své síly v podružných výpravách na Sardinii a Sicílii. Hannibalova mocenská pozice byla zatím stále slabší a nesmyslná politika Kartága ho nakonec přivedla do záhuby.
Opuštěn Kartágem, nedostatečně podporován Italy a bez možnosti vyrovnat se Římanům a jejich nepřeberným rezervám, začal Hannibal postupně ztrácet půdu. Vytrvale sice porážel každou římskou armádu, která se s ním odvážila střetnout, avšak další rozhodné vítězství, které by mu poskytlo definitivní převahu, mu zůstalo odepřeno.

#### Hannibalův odchod z Itálie
V Itálii pokračovaly vojenské operace ještě po několik dalších let, avšak rozhodujícími bojišti se ukázala být Sicílie a hlavně Hispánie, odkud byly všechny kartaginské armády postupně vypuzeny. Taktéž operace na Sicílii skončily zničením punského vojska a dobytím Syrakus Římany. V roce 212 př. n. l. Hannibal vstoupil do Tarentu, avšak nepodařilo se mu zmocnit přístavu ve městě. Kartaginské zaneprázdněnosti využili Římané k obležení Capuy. Hannibal se neodvážil zaútočit na legie u Capuy a místo toho podnikl klamný útok na samotný Řím – Hannibal ante Portas! („Hannibal před branami!“). Hannibal však nemohl učinit nic víc než se utábořit před Collinskou bránou. Věřil ale, že tímto tahem přiměje obléhatele k ústupu na obranu Říma. Hradby Říma byly ovšem příliš mocné, čehož si legionáři u Capuy byli dobře vědomi, takže nerušeně pokračovali v dobývání nepřátelského města. Hannibal byl nucen u druhého milníku via Appia otočit své vojsko zpět a brzy poté, v roce 211 př. n. l., padla Capua do rukou Římanů.
V roce 210 př. n. l. Hannibal opět potvrdil svoji taktickou převahu, když způsobil římskému vojsku několik porážek v Apulii a v roce 208 př. n. l. rozdrtil římské síly při obléhání města Lokris (Locri). Nicméně po pádu Tarenta v předchozím roce a postupném znovudobytí Samnia a Lukánie Římany bylo jeho postavení v Itálii takřka beznadějné. V roce 207 př. n. l. sice znovu pronikl do Apulie, kde podle dohody s bratrem Hasdrubalem vyčkával na společný postup k Římu. Ovšem poté, co se drastickým způsobem dozvěděl o bratrově porážce a smrti u Metauru (Hasdrubalova setnutá hlava byla vhozena do Hannibalova tábora ve Venusiu. Při pohledu na tvář svého bratra prý Hannibal pravil „Nyní vidím osud Kartága“.), ustoupil do Bruttia, kde se měl zdržovat následující roky. Tyto události značily konec Hannibalových triumfů v Itálii. Po nezdaru jeho bratra Magóna v Ligurii a vyjednávání s Filipem padla Hannibalova poslední šance na obnovení převahy. V roce 203 př. n. l. po téměř patnácti letech svádění tvrdých bojů na Apeninském poloostrově byl Hannibal povolán zpět do Kartága, neboť měl bránit svou rodnou zemi před bezprostředním nebezpečím v podobě římského vojska, vedeného Scipionem Africanem. Ten se proslavil tažením v Hispánii nikoli nepodobným Hannibalově invazi do Itálie.

#### Návrat do Afriky a porážka
V roce 203 př. n. l., když Scipio zdolal všechny překážky, které se mu postavily do cesty při jeho tažení v severní Africe, byla mírová strana v Kartágu připravená přijmout Římany nabízený mír. Podmínky stanovené Kartágu byly celkem umírněné, jelikož Římané byli válkou značně vyčerpáni. Punové si směli ponechat svá území v Africe, avšak zároveň museli uznat ztrátu svých zámořských teritorií, a Massinissa se měl stát králem nezávislé Numidie. Kartágo mělo dále zmenšit svoji flotilu a zaplatit Římanům válečné škody. V téže době byl Hannibal povolán kartaginským senátem k návratu do Kartága. Poté, co zanechal záznam o svém válečném tažení vyrytý do kovových desek v Junonině chrámu ve městě Krotónu, podnikl Hannibal plavbu zpět do Afriky. Jeho příchod obnovil převahu válečné strany v senátu. Kartáginci však nyní učinili závažnou chybu, když pošetile odmítli přijmout mírovou smlouvu. Římští vyslanci byli popraveni a válka se rozhořela znovu s nezmenšenou intenzitou. Scipio, který mezitím odcestoval do Říma, se vrátil do Afriky a se svými vojáky se vydal drancovat zázemí Kartága. Hannibal byl přinucen jej v čele spojených sil Punů, Libyjců a žoldnéřů z Itálie pronásledovat a obě vojska se nakonec srazila u Zamy. Hannibal se údajně se Scipionem před bitvou sešel, aby s ním opět projednal možnosti uzavření míru. Avšak Scipio z důvodu předchozí punské věrolomnosti Hannibalovu nabídku odmítl. Krátce po setkání následovala rozhodující bitva, v níž Hannibal přišel o svoji nepřemožitelnost.
Třebaže nepřátelské armády disponovaly zhruba stejně početnými silami (kolem 50 000 mužů), nebyly si zcela rovnocennými soupeři. Proti v boji zoceleným Scipionovým legionářům mohl Hannibal postavit jen velice různorodé vojsko, které sestávalo z čerstvě odvedených, nezkušených vojáků a válkou unavených veteránů italského tažení. Hannibal sice mohl tak jako před patnácti lety využít válečných slonů, ovšem obratně si počínající Scipionovi vojáci dokázali zdárně odrazit jejich útok, když je nechali projít předem připravenými a zamaskovanými mezerami v linii. Poděšená zvířata byla pak snadno pobita římskými lehkooděnci, či dokonce se ve zmatku obrátila do řad Hannibalovy jízdy. Mnohem důležitější ale bylo, že Scipio měl díky pomoci Numidů, vedených Massinissou, převahu v jezdectvu. Když se obě vojska střetla, podlehli špatně vycvičení kartaginští vojáci římským legionářům, načež byli napadeni samotnými Hannibalovými veterány, neboť jedině tak mohli Punové zachovat svoji linii neporušenou. Zatímco se Hannibalova armáda potýkala sama se sebou, zahnal Massinissa slabší punskou jízdu a napadl týl kartaginské pěchoty, čímž byla dosud vyrovnaná bitva rozhodnuta ve prospěch Římanů.
Po porážce svého vojska unikl Hannibal do Hadrumeta, odkud kartaginskému senátu doporučil, aby přijal ještě vystupňované mírové podmínky. Kartágo v nich rezignovalo na svoji zámořskou koloniální říši v Hispánii a na středomořských ostrovech, uznalo Massinissu králem a vydalo všechny své lodě kromě deseti trirém. Dále akceptovalo zákaz vedení války mimo Afriku, přičemž v samotné Africe smělo válčit pouze se svolením římského senátu a souhlasilo se zaplacením 10 000 talentů. Velkorysý Scipio netrval na Hannibalově vydání, což jen dokazuje, jak vysoce si vážil svého poraženého nepřítele, od něhož převzal řadu taktických prvků.

### Reformátorem v Kartágu
Po skončení války se Hannibal nejprve na šest let stáhl do ústraní a působil jako úspěšný obchodník. Kartágo se v těchto letech velice rychle vzpamatovalo z válečné pohromy a brzy zbohatlo natolik, že mohlo uhradit celé Římem stanovené reparace. V politice se Hannibal neangažoval až do roku 196 př. n. l., kdy byl zvolen suffetem, jedním ze dvou kartaginských úředníků, jejichž postavení bylo srovnatelné s římskými konzuly. Během své činnosti v této funkci Hannibal prokázal, že není jen vynikajícím vojevůdcem, ale také výjimečným politikem. Zavedl řadu reforem prospěšných Kartágu, čímž se ale stal podezřelým jak Římanům, tak i bohaté vládnoucí vrstvě v Kartágu, neboť většina Hannibalem zaváděných změn podkopávala její výsadní postavení ve státě. Hannibal usiloval skoncovat se zkorumpovaností oligarchie. Navíc zmenšil státní výdaje a reformoval ústavu. Členové senátu neměli být jmenováni na doživotí, nýbrž voleni a to pouze na jeden rok, přičemž mezi dvěma funkčními období musela být dvouletá prodleva. Tradiční kupování úřadů bylo zakázáno. Těmito moderními a pokrokovými reformami se Hannibal osvědčil jako výtečný teoretik v oblasti fungování státu, takřka na úrovni Aristotela. Kromě toho projevoval také starost o uspokojení potřeb prostého lidu. Hannibal byl rovněž znamenitý ekonom, který napomohl razantnímu hospodářskému vzestupu Kartága, jež se znovu stalo nejvýznamnější obchodní metropolí Středomoří. Nechal kultivovat kartaginské okolí vysázením olivových hájů, důsledně vymáhal daně od bohatých, zavedl cla na zahraniční obchod a uskutečnil různá další pozitivní opatření.
Kartaginská aristokracie zbavená Hannibalem své dřívější moci využila však nedůvěry Římanů k jejich znovu sílícímu nepříteli a dopustila se podlé zrady vůči Hannibalovi, který usiloval o dobro svých spoluobčanů. Do Říma se vypravila delegace z Kartága, jež v římském senátu obvinila Hannibala ze spolupráce s římskými nepřáteli, jmenovitě s Antiochem III. Římané se těchto nepodložených zvěstí chopili jako záminky k tomu, aby mohli žádat o vydání svého nenáviděného úhlavního nepřítele. Hannibal se však dozvěděl o činu svých vlastních lidí a ještě před tím, než mohl být zadržen, z města uprchl. Kartágo tím přišlo o největšího státníka, jakého kdy zřejmě mělo. Zároveň se tak připravilo o svoji poslední šanci připravit se na neodvratně se blížící třetí střetnutí s Římem, jež se mělo stát bojem Kartága o holé přežití.

### Vyhnanství a smrt
Hannibal odcestoval nejprve do Tyru, mateřského města Kartága, a odtud dále do Antiochie k seleukovskému králi Antiochovi III. Tento mocný vládce, jenž byl potomkem jednoho z Alexandrových diadochů, panoval nad ohromnou říší, rozpínající se od Malé Asie, přes Persii, až k hranicím Egypta a Indie. Tato poslední zbývající velmoc v oblasti Středozemního moře se musela dříve či později nevyhnutelně utkat s Římem. Antiochos přijal Hannibala velice přátelsky, nicméně nepřistoupil na jeho návrh, aby ho vyslal v čele mocné armády do Itálie. Kvůli závisti a nepřízni členů Antiochova štábu sloužil Hannibal pouze jako vojenský poradce krále, který se svými vojenskými schopnostmi nemohl s Hannibalem měřit. Skvělou příležitost, která se mu Hannibalovým příchodem naskytla, tak Antiochos nedokázal nijak zužitkovat. Podle Cicerona, navštěvoval Hannibal v době pobytu na Antiochově dvoře přednášky filozofa Formia. Když jednou Formio ukončil svůj projev o povinnostech generála, dotázal se na Hannibalův názor. Hannibal údajně řekl „Viděl jsem během svého života spoustu starých hlupáků, ale tento je všechny předčí.“
V roce 192 př. n. l. vpadl Antiochos do Řecka, čímž se ocitl v konfliktu s Římany. Hannibalovi bylo svěřeno velení nad nově vybudovanou flotilou, ovšem v bitvě u řeky Eurymedóntu podlehl Římanům a jejich rhodským spojencům. Antiochovo vojsko v Řecku bylo u Thermopyl rovněž poraženo. V roce 190 př. n. l. se Antiochos v Malé Asii postavil v čele armády o 70 000 mužích proti 50 000 Římanům, jímž velel Africanův bratr Lucius Cornelius Scipio. Král prý před bitvou předvedl Hannibalovi své početné a skvěle vyzbrojené síly, přičemž se Hannibala dotázal, zda se jeho vojáci mohou vyrovnat římským legionářům, načež Hannibal odpověděl: „Ano, toto vojsko se vyrovná římskému, kéž by však bylo také tak lačné po vítězství.“ Antiochos byl následně drtivě poražen v bitvě u Magnésie, v níž ztratil přes 50 000 mužů. Král poté vyklidil Malou Asii až k Tauru a uznal převahu Římanů. Hannibal se musel vydat opět na útěk.
Nové útočiště nalezl u arménského krále Artaxia I. Ani zde ale dlouho nepobyl, neboť byl stále pronásledován Římany, avšak ještě před svým odchodem vybudoval na přání Artaxia nové hlavní město Arménie pojmenované Artaxata. Kromě politika a vojevůdce v sobě tedy objevil i nadaného stavitele. Hannibal se vydal na Krétu i odtud však musel brzy odejít. Nakonec zakotvil u krále Prúsia I. v Bithýnii, který srdečně uvítal starého nepřítele Římanů. Prúsiás vedl v té době válku proti sousednímu Pergamu, jehož vládce Eumenés II. se vyznamenal na straně Římanů v u Magnésie. Hannibal znovu obdržel velení nad flotilou, s níž měl ještě jednou prokázat svůj génius, tentokrát jako admirál. Lodě pergamského krále, které svojí výstrojí, vybavením i počtem převyšovaly bithýnské se přiblížily k Hannibalovým v očekávání snadného vítězství. Náhle Hannibal nechal nepřátelské loďstvo zasypat amforami, které zdánlivě nezpůsobily žádné škody. Větší újmu však Pergamským přivodili jedovatí hadi a štíři, kteří tvořili obsah amfor. Pergamská flotila zachvácená panikou představovala poté pro Hannibala snadnou kořist. Nicméně Římané i nadále Hannibala vytrvale stíhali a naléhali na Prúsia, aby jim ho vydal. Prúsiás se nakonec podvolil jejich nátlaku, avšak Hannibal byl rozhodnutý nepadnout živý do rukou svých nepřátel. Ve své vile v bithýnské Lybisse proto skončil svůj život požitím jedu, přičemž jeho poslední slova zněla: „Nastal čas ukončit strach Římanů. Již déle nehodlají čekat na smrt starého muže, který jim způsobil tolik starostí.“ Přesný rok jeho úmrtí je předmětem sporů. Podle Livia se tak stalo v roce 183 př. n. l., což byl stejný rok, v němž zemřel Scipio Africanus, jediný Hannibalův soupeř, který se mu vyrovnal svojí genialitou.

## Hannibalův odkaz a jeho povaha
Ještě dlouho po Hannibalově smrti představovalo jeho jméno pro Římany symbol velkého nebezpečí. Byl to on, kdo Římany naučil strachu. Hannibal se pro ně stal skutečným ztělesněním nejvážnějších obav a katastrof. Římští vychovatelé děsili zlobivé děti příběhy o Hannibalově ukrutnosti. Zvolání Hannibal ante portas! skvěle vystihuje strach a úzkost římských senátorů. Tato slavná latinská fráze byla často užívána v situaci, kdy nějaký Říman musel čelit vážnému nebezpečí, což bezvadně ilustruje dopad Hannibalova vpádu do Itálie na psychiku římských občanů. Římané dokonce vystavovali Kartágincovy sochy v každé ulici Říma, čímž chtěli zdůraznit, jak hrozivého protivníka porazili. Neštěstím pro Hannibala byla skutečnost, že Římané zatvrzele odmítali uznat možnost své porážky, stejně jako odmítali jakoukoli nabídku míru. V období druhé punské války neexistují žádné doklady o povstání římských občanů, žádná frakce v senátu nežádala o mír, nenastaly převraty ani diktatury. Římští patricijové se po celou dobu války žádostivě ucházeli o velení v boji proti nejnebezpečnějšímu nepříteli „věčného města“. Hannibalův vojenský génius nedokázal zdolat politický systém římské republiky a kolektivní politický a vojenský génius římského lidu. Římské politické zřízení si za to zaslouží uznání, neboť toto komplikované soukolí dokázalo fungovat navzdory nejhorším katastrofám. Jakýkoli jiný starověký stát, který by utrpěl úder srovnatelný s Kannami, by byl jen sotva schopen uchránit svoji existenci. O nepopiratelné odvaze a nezdolnosti Římanů vypovídá fakt, že odmítli stáhnout své vojenské síly ze zámoří k posílení obrany vlasti, ačkoli byli prakticky bezbranní. Ve skutečnosti ještě posílili vojska na Sicílii a v Hispánii a pokračovali ve vedení války až do úplného vítězství. Třebaže dlouhodobé následky války s Hannibalem jsou diskutabilní, s určitostí lze říci, že boj s ním byl zcela nepochybně „nejlepší hodinou“ v dějinách Říma.
Většina dostupných starověkých pramenů o Hannibalovi pochází z per Římanů, kteří ho považovali za největšího nepřítele, jakému se kdy Řím musel bránit. Směsice úcty a odporu k Hannibalovi je dobře patrná v dílech římských historiků, jako byl Livius nebo Juvenalis, kteří Hannibala popisovali jako velmi krutého jedince. I Cicero, když mluvil o dvou velkých protivnících města, nazýval Pyrrha čestným, zatímco Hannibala ukrutným. Přesto se naskýtá i odlišný obraz tohoto jedinečného vojevůdce. Po vítězství u Trasimena prý Hannibal na březích jezera marně pátral po tělu Gaia Flaminia. Mrtvého Lucia Aemilia Paulla nechal pohřbít se všemi poctami a Marcellovy nedotčené ostatky dal odeslat jeho rodině do Říma, což je v příkrém rozporu s tím, jak Římané naložili s tělem Hannibalova bratra Hasdrubala. Polybiovy výhrady jsou však problematičtějšího rázu, neboť byl Hannibalovým upřímným obdivovatelem. Je však třeba přihlédnout k tomu, že Polybios strávil dlouhou dobu jako rukojmí v Itálii a byl tedy silně ovlivněn zaujatostí Římanů.
Hannibal si neliboval v luxusu ani neholdoval alkoholu a jevil se proto jako střídmý a uvážlivý muž. Mezi svými vojáky byl velice populární a oblíbený, protože spolu s nimi sdílel jejich námahu a strasti. Když museli spát pod širým nebem v horách nebo v bažinách, zakoušel Hannibal stejné podmínky, jakým byli vystaveni oni. Pokud však vůbec spal, neboť byl pověstný svojí neúnavností a krátkou dobou, jíž věnoval odpočinku. Byl také dovedný psycholog a charismatický vůdce, který před každou bitvou promlouval v několika jazycích ke svým mužům a dodával jim odvahu. Třebaže se podobně jako všichni vojevůdci před ním i po něm dopouštěl velkých krutostí, buď aby zastrašil Italy, anebo získal spojence, nezdálo se, že by v takovém jednání nacházel sebemenší potěšení. Teprve po prohrané válce podal Hannibal nejen jako vojevůdce, ale i státník a stavitel důkaz o všestrannosti svého génia. Jeho pozoruhodné skutky z let 202 až 183 př. n. l. jsou jen málo zmiňovány, jelikož byly příliš zastíněny jeho předchozí velkolepou válečnou kariérou.
Hannibalovo jméno se běžně vyskytuje i v pozdějším a moderním umění a kultuře a slouží jako určitý symbol vnějších vlivů působících na dějiny Evropy. Stejně jako u jiných vojevůdců i Hannibalova vítězství proti silnějšímu protivníkovi a konečná porážka mu získala věčnou slávu, která přečkala i zánik jeho rodného města. Jeho přechod přes Alpy zůstává jedním z nejgrandióznějších počinů starověkého vojenství, jenž dosud zaměstnává představivost světových historiků.

## Historie vojenství

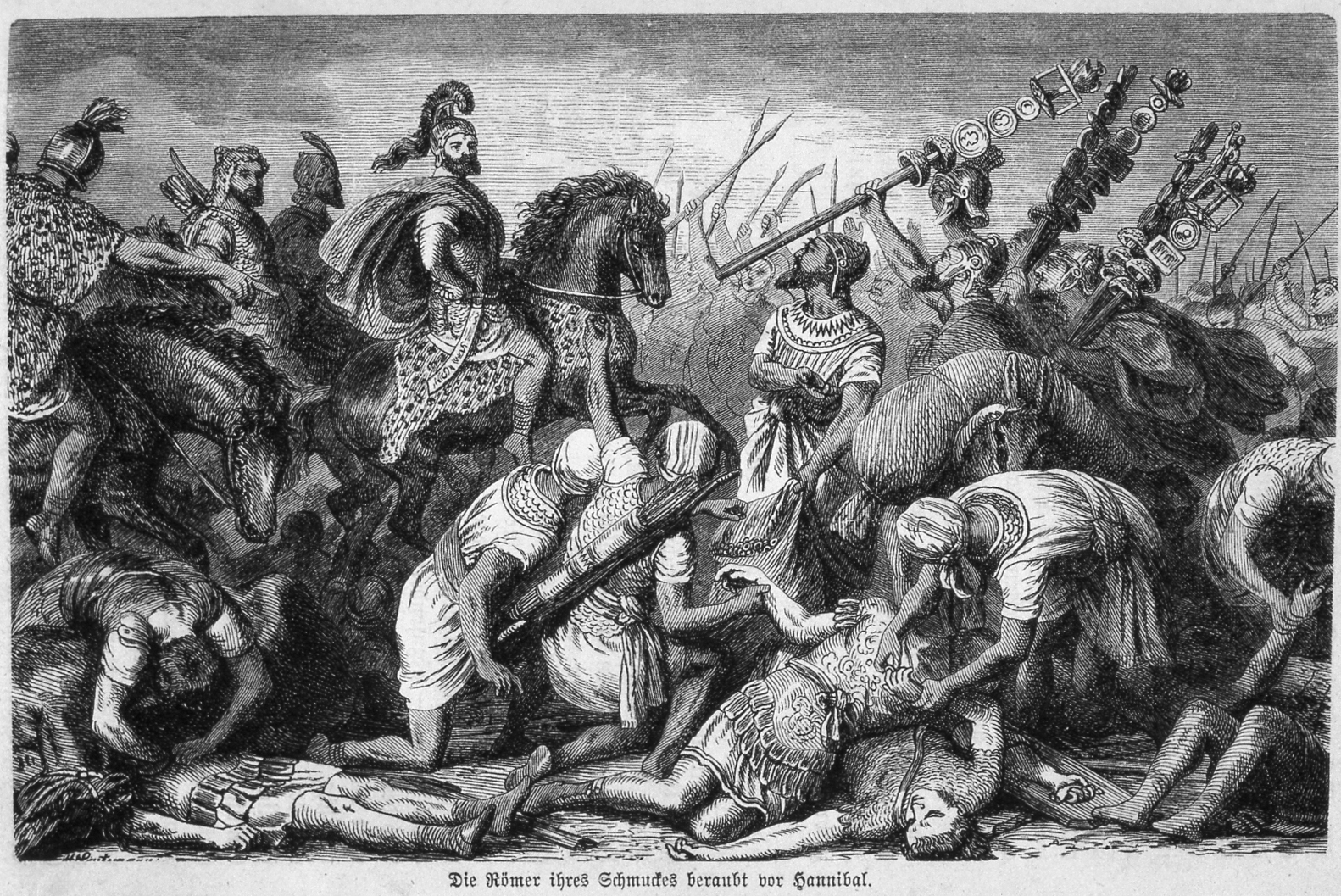
Hannibal Barca v bitvě u Cannae (216 př. n. l.)

Hannibal je považován za jednoho z největších stratégů a taktiků v dějinách. Ne nadarmo je doba 4. a 3. století př. n. l. označována jako „éra gigantů“, neboť právě v tomto období se svými velkolepými válečnými úspěchy proslavili muži, jako byli Alexandr Veliký, Hannibal nebo Pyrrhos, k nimž později přibyl ještě Julius Caesar. Hannibalova vítězná střetnutí (obzvláště bitva u Kann) jsou dodnes studována a analyzována na vojenských akademiích po celém světě. Velký obdivovatel Hannibala, polní maršál Alfréd von Schlieffen, jenž byl autorem a podle něhož byl pojmenován „Schlieffenův plán“ – německý útok na Francii na počátku první světové války, byl silně ovlivněn studiem Kartágincovy vojenské dráhy. Schlieffenův záměr byl inspirován Hannibalovým obchvatem, kterého užil při vítězném obklíčení a zničení římského vojska u Kann. George S. Patton věřil, že je vtělením Hannibala, stejně jako mnoho jiných lidí včetně římských legionářů či Napoleonových vojáků. Norman Schwarzkopf, velitel koaličních sil ve válce v Zálivu, jednou prohlásil: „Technika války se možná změnila, podoba výzbroje se zcela jistě změnila, avšak i dnes aplikujeme stejné válečné principy, jakých se užívalo již ve dnech Hannibalových.“
Dokonce i římští historikové se pochvalně zmiňovali o jeho příkladném vojenském vedení, neboť Hannibal prý „nikdy nevyžadoval od druhých, co by sám nechtěl nebo nemohl učinit“. Podle Polybia to byl pozoruhodný a působivý důkaz toho, že Hannibal byl přirozeným a skutečným vůdcem svých vojáků a schopnějším politikem než kdokoli jiný. „Celkem sedmnáct let pobýval na různých bojištích, prošel mnoha barbarskými zeměmi a přitom přesvědčil ohromné množství mužů rozličných jazyků a původu, aby mu byli nápomocni při uskutečňování jeho nebezpečných záměrů. Žádný z jeho podřízených nikdy neuvažoval o spiknutí proti němu, ani o tom, že by opustil toho, k němuž se jednou připojil a v jehož šlépějích kráčel.“